# Nàberejni (Oktiabrski)
|  | Per a altres significats, vegeu «Nàberejni». |

Nàberejni - Набережный (rus) és un possiólok del krai de Krasnodar, a Rússia. Es troba a la riba esquerra del riu Txelbas, a 15 km al sud-oest de Pàvlovskaia i a 120 km al nord-est de Krasnodar, la capital.
Pertany al municipi d'Oktiabrski.